# Piet Wijnberg
Piet Wijnberg (Hilversum, 20 oktober 1957 – 10 oktober 2021) was een Nederlands profvoetballer.

## Biografie
Piet Wijnberg doorliep de jeugdopleiding van FC Utrecht. Op twintigjarige leeftijd werd hij per 1 juli 1978 overgenomen door Ajax. Zijn nieuwe coach Cor Brom (die geassisteerd werd door Leo Beenhakker) had de vleugelverdediger en voorstopper in actie gezien met het militair elftal in mei 1978, tegen West-Duitsland en Italië. In beide wedstrijden speelde Wijnberg extreem goed. Tegen Italië speelde Wijnberg centrumspits Paolo Rossi, die op het WK 1978 voor Italië zou gaan spelen in juni 1978, volledig uit de wedstrijd. Rossi raakte letterlijk niet één bal tegen Wijnberg, al kon Rossi wel een doelpunt uit een penalty scoren. Wijnberg kon voor een lage transfersom overgenomen worden omdat FC Utrecht hem een laag salaris betaalde.
In zijn eerste seizoen voor Ajax speelde Wijnberg dertien wedstrijden in de competitie. Omdat hij zijn militaire dienst moest afronden, en hij in de tweede helft van 1978 op de training bij Ajax geblesseerd was geraakt, én omdat de zeer koude en lange winter van eind 1978/begin 1979 het competitie-programma bijna twee maanden opschoof, waardoor de tweede competitiehelft in 1978/79 pas in maart 1979 kon aanvangen, maakte Wijnberg zijn debuut pas op 11 maart 1979 in de wedstrijd Ajax-NAC (0-0). Wijnberg kwam ook nog uit voor Jong Oranje. Wijnberg speelde vele goede wedstrijden voor Ajax, zeker in verdedigend en balheroverend opzicht. In de wedstrijd Nottingham Forest-Ajax bijvoorbeeld (2-0, 9-4-1980, heenwedstrijd halve finales EuropaCup I-toernooi) was Wijnberg duidelijk de beste speler in het Ajaxteam, waarin vele spelers die dag onder hun niveau voetbalden. Wijnberg wist zich desondanks uiteindelijk niet tot vaste waarde te ontwikkelen voor Ajax. Hij bleef tot seizoen 1982/83 verbonden aan de Amsterdamse topclub, en speelde er 43 wedstrijden. Wijnberg speelde bij Ajax onder meer samen met Piet Schrijvers, Ruud Krol, Jan Everse, Peter Boeve, Frank Arnesen, Dick Schoenaker, Søren Lerby, Tscheu La Ling, Ray Clarke en Simon Tahamata, en later met onder meer Keje Molenaar, Edo Ophof, Frank Rijkaard, Gerald Vanenburg, Wim Kieft en Jesper Olsen. Wijnberg werd met Ajax drie maal landskampioen, in de seizoenen 1978/79, 1979/80 en 1981/82. Ook speelde Wijnberg met Ajax 2 KNVB bekerfinales, in 1978/79 en 1979/80. In 1978/1979 won Ajax het KNVB beker toernooi. In het seizoen 1979/80 bereikte Wijnberg met Ajax de halve finales van het Europa Cup I toernooi. In dit toernooi haalde Ajax een doelsaldo van +23 (31-8). Na het Finse HJK Helsinki (1-8 uitzege, 8-1 thuiszege, totale score 16-2), het Cyprese Omonia Nicosia (10-0 thuiszege, 4-0 uitnederlaag, totale score 10-4) en het Franse RC Strasbourg (0-0 uit, 4-0 thuiszege, totale score 4-0) te hebben uitgeschakeld, stuitte Ajax in de halve finales in april 1980 op de winnaar van de Europa Cup I in de twee seizoenen 1978/1979 en 1979/1980, het Engelse Nottingham Forest. De Britten waren voor Ajax net een maatje te groot (2-0 uitnederlaag, 1-0 thuiszege, totale score 1-2). In het seizoen 1980/1981 werd Wijnberg van half februari tot en met eind juni 1981 uitgeleend aan het Deventerse Go Ahead Eagles waar hij de naar de Verenigde Staten vertrokken Dwight Lodeweges verving. In het seizoen 1981/1982 kwam Wijnberg niet frequent meer aan spelen toe, onder trainer Kurt Linder en zijn assistent Aad de Mos.
Het seizoen 1982/1983 werd hij door Ajax uitgeleend aan het Nijmeegse N.E.C., waar hij een vaste basisspeler werd. Na een seizoen bij DS'79 in Dordrecht in 1983/84, speelde Wijnberg de rest van zijn loopbaan bij Sparta in Rotterdam, vanaf seizoen 1984/85 tot en met seizoen 1989/90. Met Sparta haalde Wijnberg in het seizoen 1984/85 een tweede plaats tijdens het zaalvoetbaltoernooi eind december 1984, in de finale werd vrij nipt met 17-15 van zijn oude club Ajax verloren in een zeer spannende en zeer doelpuntrijke wedstrijd.
Hij overleed in oktober 2021 op 63-jarige leeftijd.